# Грир, Фрэнк (генерал)
Фрэнк Ю. Грир (англ. Frank U. Greer; 24 сентября 1895 — 17 марта 1949) — бригадный генерал Армии США.

## Биография
Родился 24 сентября 1895 года. В Армии США с 1917 года, окончил в 1918 году Католический университет Америки. Участник Первой мировой войны в составе американских войск. По состоянию на 1929 год имел звание капитана.
Участник Второй мировой войны, с 1 июля 1942 по 23 мая 1943 года — командир 18-го пехотного полка в составе 1-й пехотной дивизии, воевал в её составе в Алжире и Тунисе. . В ходе одного из сражений в Северной Африке против танковых частей он перенёс командный пост своего полка максимально близко к линии боестолкновения, чтобы обеспечить максимальный обзор на позиции, хотя при этом подставлял себя под угрозу артобстрелов и авианалётов. Грир был ранен в бою, но не покидал позиции вплоть до полного отражения атаки противника.
В июне 1943 года произведён в бригадные генералы, в июле назначен помощником командира 79-й пехотной дивизии. Этот пост занимал до января 1945 года, прежде чем был переведён в Военное министерство США в отдел связи с общественностью. В отставке с 1946 года. Скончался 17 марта 1949 года.

## Награды
- Две Серебряные звезды:
  - 14 августа 1943 — «за боевую храбрость, проявленную во время операции в ходе боевых действий в составе 78-й пехотной дивизии во время Второй мировой войны» (англ. for gallantry in action while engaged in military operations involving conflict with an armed hostile force while serving with the 79th Infantry Division during World War II)[4]
  - 1944[4]
- Бронзовая звезда[5]
- орден «Легион почёта»[6]
- кавалер ордена Почётного легиона[7]